# August Karl Krönig
Cet article possède un paronyme, voir Kronig.
August Karl Krönig (1822 – 1879) est un physicien et chimiste prussien. Il a notamment publié une théorie cinétique des gaz en 1856.